# Dīzaj-e Ḩasan Beyg
Dīzaj-e Ḩasan Beyg (persiska: دیزج حسن بیگ) är en ort i Iran.   Den ligger i provinsen Östazarbaijan, i den nordvästra delen av landet, 500 km väster om huvudstaden Teheran. Dīzaj-e Ḩasan Beyg ligger 1 497 meter över havet och antalet invånare är 615.
Terrängen runt Dīzaj-e Ḩasan Beyg är kuperad. Runt Dīzaj-e Ḩasan Beyg är det ganska tätbefolkat, med 207 invånare per kvadratkilometer. Närmaste större samhälle är ‘Ajab Shīr, 11,4 km sydväst om Dīzaj-e Ḩasan Beyg. Trakten runt Dīzaj-e Ḩasan Beyg består i huvudsak av gräsmarker.